# 劳森 (密苏里州)
劳森（英語：Lawson）是一个美國城市，位於密苏里州克林顿縣，根據2010年的人口普查，當地人口為2,473人。

## 地理
勞森位于39°26′16″N 94°12′29″W / 39.43778°N 94.20806°W (39.437848,-94.207973)。
根据美国人口普查局，该城市的总面积為2.59平方英里（6.71平方），其中包括2.53平方英里（6.55平方）陸地和0.06平方英里（0.16平方）水域。